# Antón Seoane
Antón Seoane (Ferrol, 1949) es un músico, musicólogo y psiquiatra español, conocido por haber fundado el grupo folk Milladoiro, junto con Rodrigo Romaní y los excomponentes del grupo Faíscas do Xiabre: Xosé V. Ferreirós, Nando Casal y Ramón García Rei. Estudió la carrera de medicina en la Universidad de Santiago de Compostela y en 1972 se especializó en psiquiatría. 
Entre 1973 y 1978 colaboró en varios proyectos con otros músicos gallegos como Emilio Cao, Rodrigo Romaní y el grupo Faiscas do Xiabre. Fue miembro de la plataforma de corte nacionalista, Movimiento popular de la canción gallega (Movemento popular da canción galega, en gallego), nacida en 1973 tras la disolución de la agrupación Voces ceibes (Voces libres) y que durante su breve trayectoria reivindicó la recuperación de la cultura y de la música tradicional gallega en un convulso entorno social y político durante los últimos años del régimen franquista. De esta plataforma surgieron numerosos grupos de música tradicional y música folk como Fuxan os ventos, Doa, Milladoiro y A Quenlla.
Fue uno de los artífices de la recuperación de la zanfona en el repertorio musical tradicional gallego.
En 1978 participó en la primera edición del Festival de Ortigueira en el que compartió cartel con Rodrigo Romaní y donde ambos decidieron unirse para crear el grupo Milladoiro, del que Seoane fue integrante hasta el año 2013. Es el autor de la canción Foi coma un soño, tema central de la película El lápiz del carpintero.